# Una Nación de Pauline Hanson
Una Nación de Pauline Hanson (en inglés: Pauline Hanson's One Nation; PHON o ONP), también conocido como Una Nación o Partido Una Nación, es un partido político nacionalista en Australia. Está liderado por Pauline Hanson. 
Una Nación fue fundado en 1997 por la parlamentaria Pauline Hanson y sus asesores David Ettridge y David Oldfield después de que Hanson fuera rechazada como candidata federal por el Partido Liberal de Australia. La desaprobación se produjo antes de las elecciones federales de 1996 debido a los comentarios que hizo sobre los indígenas australianos. Oldfield, concejal del Manly Council en los suburbios de Sydney y en una ocasión empleado del ministro liberal Tony Abbott, fue el arquitecto organizativo del partido. Hanson se sentó como independiente durante un año antes de formar Una Nación de Pauline Hanson.
One Nation tuvo éxito electoral a fines de la década de 1990, antes de sufrir un declive prolongado después de 2001. Sus líderes han sido acusados y luego absueltos de fraude, y el partido ha sufrido numerosas deserciones, renuncias y otros escándalos internos que culminaron en la renuncia de Hanson del partido. Las políticas y el programa de One Nation han sido muy criticados por ser racistas y xenófobos. Sin embargo, One Nation ha tenido un profundo impacto en los debates sobre el multiculturalismo y la inmigración en Australia. Tras el regreso de Hanson como líder y las elecciones federales de 2016, el partido ganó 4 escaños en el Senado, incluido uno para la propia Hanson, en Queensland.

## Historia

### Fundación de Una Nación (1997)
Poco después de ser elegida para el parlamento federal, Hanson formó el partido One Nation con los cofundadores David Oldfield y David Ettridge. Durante los días formativos de One Nation, Oldfield fue empleado por el parlamentario secundario del Partido Liberal, Tony Abbott, como asesor político. One Nation se lanzó el 11 de abril de 1997, en un evento celebrado en Ipswich, Queensland. El partido fue registrado oficialmente por la Comisión Electoral Australiana (AEC) el 27 de junio.

### Primeras elecciones (1998)
Las elecciones estatales de Queensland de 1998 produjeron el mayor éxito electoral de One Nation, con el ALP ganando 44 escaños como partido más grande en la Asamblea, la Coalición ganando 32 escaños y One Nation ganando 11 escaños. Durante la campaña, las encuestas para One Nation llevaron a los comentaristas a decir que el partido podría asegurar el equilibrio de poder en un parlamento sin mayoría. Durante la campaña, los tres principales partidos políticos sufrieron una disminución en el apoyo de los votantes debido a que One Nation entró en la refriega. El Partido Nacional vio una caída del 11,1% en el apoyo, sus socios de coalición del Partido Liberal perdieron un 6,7% y el voto laborista cayó un 4,0%. Para sorpresa de muchos expertos, One Nation Party (ONP) recibió el 22,7% de los votos de primera preferencia, lo que le otorga la segunda mayor participación electoral de cualquier partido en Queensland durante las elecciones de 1998. ONP obtuvo la mayor parte de su apoyo del Queensland regional y rural, ganando 9 de sus 11 escaños en los electorados rurales y regionales. Posteriormente, el contingente de Una Nación en el Parlamento de Queensland se dividió, y los miembros disidentes formaron la rival Alianza Ciudad-País a finales de 1999.
En las elecciones federales de 1998, Hanson disputó el nuevo escaño de Blair después de que una redistribución dividiera efectivamente a Oxley por la mitad. Hanson perdió ante el candidato liberal Cameron Thompson, y el candidato de ONP en Oxley perdió el escaño ante el candidato del ALP Bernie Ripoll. La candidata de ONP, Heather Hill, fue elegida senadora por Queensland. La elegibilidad de Hill para sentarse como senadora fue impugnada con éxito en Sue v Hill en virtud de la Constitución australiana sobre la base de que no había renunciado a la ciudadanía británica de su infancia, a pesar de ser ciudadana australiana naturalizada. El asiento fue a parar al otro miembro del partido, Len Harris, tras un recuento.
Un año después del éxito electoral de Una Nación, 3 de los 11 diputados electos de Queensland habían renunciado al partido, alegando que los líderes tenían demasiado control sobre el mismo.

### Disputas internas y corrupción (1998–2001)
El partido se vio afectado por divisiones internas y se ha dividido varias veces. Las demandas que involucraron a exmiembros finalmente obligaron a Hanson a pagar aproximadamente 500,000$ de fondos públicos ganados en las elecciones de Queensland de 1998 en medio de afirmaciones de Abbott de que el partido se registró de manera fraudulenta. Abbott estableció un fondo fiduciario llamado "Australians for Honest Politics Trust" para ayudar a financiar los casos judiciales civiles contra el Partido. Las demandas alegaban que el partido se constituyó de manera antidemocrática para concentrar todo el poder en manos de tres personas: Hanson, Ettridge y Oldfield (en particular, Oldfield), y que técnicamente solo tenía dos miembros: Ettridge y Hanson. Aunque se retiraron los cargos de fraude de Hanson, la Comisión Electoral de Queensland nunca reembolsó a Hanson el dinero que recaudó de la reclamación.
La primera reunión general anual del partido Una Nación se llevó a cabo en abril de 1999, lo que, según el crítico Paul Reynolds, demostró que One Nation carecía de organización.
En las elecciones estatales de Nueva Gales del Sur de 1999, David Oldfield fue elegido miembro del Consejo Legislativo de Nueva Gales del Sur. En octubre de 2000, Hanson expulsó a Oldfield del partido tras un desacuerdo. Su expulsión creó aún más inestabilidad en un partido que estaba constantemente envuelto en escándalos y conflictos internos. Oldfield atacó a Hanson públicamente y dijo que "todo, incluido su discurso inaugural y cada palabra de cualquier consecuencia que haya dicho desde entonces, en realidad ha sido escrito para ella". Oldfield diseñó una división dentro del partido, creando Una Nación NSW, en 2001. El nuevo partido aprovechó las leyes de registro de partidos electorales para registrarse como partido político bajo el nombre de 'Una Nación' con la comisión electoral de NSW y logró el registro en abril de 2002.
En las elecciones estatales de Australia Occidental de 2001, Una Nación ganó tres escaños en el estado; sin embargo, el partido se redujo a tres escaños el mismo año en las elecciones estatales de Queensland de 2001. Durante las elecciones federales australianas de 2001, el voto del partido cayó del 9% al 5,5%. Hanson fracasó en su intento de ganar un escaño en el Senado de Queensland, a pesar de obtener un fuerte 10% de los votos primarios. Hanson tampoco logró un escaño en el Consejo Legislativo de Nueva Gales del Sur.

### Cargos de fraude electoral (2001–2003)
En 2001, el candidato rechazado de One Nation, Terry Sharples, acusó al partido de no tener los 500 miembros necesarios para el registro y pidió que se cancelara el registro del partido, lo que fue aprobado por la Corte Suprema. Hanson apeló el veredicto pero no tuvo éxito. Hanson compareció ante el Tribunal de Magistrados de Brisbane para enfrentar cargos de fraude electoral ese mismo año. Hanson se declaró inocente de los cargos y afirmó que estaba siendo objeto de "una caza de brujas política". Mientras continuaban las audiencias judiciales, Hanson se postuló para un escaño en la Cámara Alta de Nueva Gales del Sur como independiente, pero solo recibió el 1,9% de los votos.
Tanto Ettridge como Hanson fueron declarados culpables de registrar fraudulentamente a One Nation y obtener más de 500,000$ de la AEC en 2003. Los abogados de la corona los acusaron a ambos de afirmar falsamente que más de 500 personas eran miembros del partido cuando en realidad no lo eran. Hanson fue sentenciada a tres años de cárcel, afirmando fuera del tribunal que el veredicto fue "Tonterías, no soy culpable... es una broma".
Más tarde se reveló que Abbott había estado trabajando detrás de escena para derribar a Ettridge y Hanson, reuniéndose con varios miembros descontentos de One Nation, incluido Sharples. El 6 de noviembre de ese mismo año, Hanson fue liberada de prisión luego de apelar con éxito su condena y ser absuelta de todos los cargos.

### Declive electoral (2004–2013)
En las elecciones estatales de Queensland de 2004, Una Nación obtuvo menos del 5% de los votos y su única representante electa, Rosa Lee Long, actuó como independiente. One Nation intentó defender su escaño en el Senado de Queensland en las elecciones federales de 2004, pero lo perdió (efectivamente ante el Partido Nacional). El mandato de Len Harris en el Senado expiró el 30 de junio de 2005.
El 8 de febrero de 2005, One Nation perdió el estatus de partido federal, pero se volvió a registrar a tiempo para las elecciones federales de 2007. Todavía tenía partidos estatales en Queensland y Nueva Gales del Sur. Posteriormente, creó otro partido estatal en Australia Occidental. En las elecciones estatales de febrero de 2005 en Australia Occidental, el voto de One Nation colapsó.
En las elecciones estatales de Australia Meridional de 2006, seis candidatos de Una Nación se presentaron a la cámara baja. Sus niveles más altos de votación primaria fueron 4,1% en el distrito de Hammond y 2,7% en Goyder, con los otros cuatro rondando el 1%. Atrajeron el 0,8% (7.559 votos) de los votos de la cámara alta. En consecuencia, One Nation no obtuvo escaños en esa elección.
En las elecciones estatales de Queensland de 2006, el partido disputó cuatro de los 89 escaños y su voto colapsó. Sufrió un vaivén del 4,3% para quedarse con apenas el 0,6% de los votos. Su único asiento restante en el estado (y el país), Tablelands, fue retenido con una mayoría aumentada por Rosa Lee Long. Tablelands fue abolido antes de las elecciones estatales de Queensland de 2009, y Lee Long no logró ganar el escaño de Dalrymple. 
En las elecciones estatales de Queensland de 2012, el partido disputó sin éxito seis escaños. El partido recibió solo 2.525 votos de primera preferencia (que representan el 0,1% del total emitido) en todo el estado.

### Regreso de Hanson como líder (2013–2015)
Hanson se reincorporó a One Nation como miembro de base en 2013. Más tarde ese año, se presentó sin éxito al Senado por Nueva Gales del Sur en las elecciones federales de 2013. En 2014, Hanson fue reelegida líder por el ejecutivo de One Nation. Ella disputó el escaño de Lockyer para el partido en las elecciones estatales de Queensland de enero de 2015, quedándose a 114 votos de derrotar al titular y miembro del Partido Nacional Liberal, Ian Rickuss.
En julio de 2015, Hanson anunció que el partido Una Nación pasaría a llamarse el original "Una Nación de Pauline Hanson" y se presentó en el Senado de Queensland en las elecciones federales de 2016.
En el período previo a las elecciones de 2016, Hanson organizó una gira "Fed Up" que comenzó en julio de 2015 como parte de su campaña de reelección, volando en un avión privado a Rockhampton antes de un mitin de Reclaim Australia, pilotado por James Ashby.

### Regreso a la política federal (2016–presente)
En las elecciones federales de 2016, el partido obtuvo el 4,3% (+3,8) de la votación primaria nacional en el Senado. Solo Queensland obtuvo una puntuación más alta para el partido que su porcentaje nacional: el partido obtuvo el 9,2% (+8,6) de la votación primaria en ese estado. Pauline Hanson (QLD) y otros tres candidatos de Una Nación: Malcolm Roberts (QLD), Brian Burston (NSW) y Rod Culleton (WA) fueron elegidos para el Senado. Elegida para el tercer puesto en el Senado de Queensland, según la convención, Hanson cumple un mandato de seis años, mientras que los otros tres senadores de One Nation que fueron elegidos en la última mitad de los puestos fueron designados para mandatos de tres años. Culleton fue despojado de su asiento en enero de 2017 después de que se declarara en bancarrota. En marzo de 2017, la Corte Suprema de Australia dictaminó que la elección de Culleton al Senado no era válida en ningún caso debido a una condena penal en Nueva Gales del Sur. Después de un recuento ordenado por la corte, Culleton fue reemplazado por el segundo candidato en la lista de WA, Peter Georgiou.
El exlíder del Partido Laborista Mark Latham se unió al partido en noviembre de 2018 como líder de Nueva Gales del Sur. Disputó con éxito un escaño en el Consejo Legislativo y lo ganó en marzo de 2019.

## Ideología
La ideología de One Nation ha sido descrita como basada en el ultranacionalismo, el populismo, y la oposición a los altos niveles de inmigración. Su política también ha sido descrita como nacionalista, nacional-conservadora, socialmente conservadora, conservadora, y proteccionista. Su posición política ha sido calificada como de derecha y extrema derecha.
El escritor Hans-Georg Betz describió a One Nation y Pauline Hanson en 2019 como "los primeros empresarios populistas radicales de derecha prominentes en movilizar el resentimiento popular contra un objetivo muy específico: la élite intelectual" y que en el siglo XXI donde "el ejército de hoy de comentaristas y expertos autodenominados que desestimaron sumariamente a los votantes populistas de derecha radical como plebeyos groseros y sin educación intelectualmente incapaces de comprender las bendiciones de la política de identidad progresista, la retórica anti-élite de Hanson en el año 1996 demostró ser notablemente profética, aunque bastante dócil". Betz también argumentó que One Nation se diferencia de los partidos de derecha europeos al centrarse en su propio tipo de populismo, al que denominó Hansonismo, basado en la personalidad de Hanson y los debates exclusivos de la sociedad australiana. El politólogo Ian McAllister argumenta que la versión actual de One Nation de 2017 no tiene muchas políticas más allá de una "postura antisistema" mientras que otros han argumentado que ha cambiado para centrar sus políticas en la oposición al Islam.
En sus primeros años, se decía que las políticas de One Nation eran sinónimo de oposición a la acción afirmativa para las comunidades aborígenes. Algunos temas clave del discurso inaugural de Pauline Hanson de 1998 fueron la oposición a lo que, según ella, eran tasas cada vez más altas de inmigración de países asiáticos y un argumento a favor de políticas económicas proteccionistas. El ex primer ministro australiano Paul Keating denunció a Hanson en un discurso en 1996, diciendo que proyectaba "la fea cara del racismo" y que era "peligrosamente divisiva y profundamente hiriente para muchos de sus compatriotas australianos". Hanson y One Nation han cuestionado las acusaciones de racismo y argumentan que los principales partidos no están en contacto con muchos australianos en temas de inmigración, solicitantes de asilo y multiculturalismo, y han terminado adoptando algunas de las políticas que One Nation pidió inicialmente. Milton Osborne señaló en 1999 que la investigación indicó que los partidarios iniciales de Hanson no citaron la inmigración como una de las principales razones de su apoyo a One Nation, sino que estaban más preocupados por los problemas económicos y el desempleo. Un estudio de 2001 mostró que One Nation tenía amplios vínculos informales y recibió el respaldo de movimientos de extrema derecha debido a que el partido requería "el apoyo de esos grupos para establecer el partido y debido a una convergencia de intereses".

### Inmigración y asilo
One Nation dice que si bien reconoce las contribuciones positivas de los inmigrantes a la vida australiana, apoya una reducción general en los niveles de migración neta a "más cerca del promedio del siglo XX de 70.000", para estabilizar las cifras de población, citando razones económicas, culturales y ambientales como argumentos en contra de la inmigración masiva. El partido también pide una prohibición de viajar para ciertos países, similar a la promulgada por la administración Trump en los Estados Unidos, para combatir el Islam radical y evitar la inmigración de personas que, según el partido, es más probable que rechacen los valores australianos y promuevan la violencia extremista. El partido también apoya que el inglés sea el idioma oficial de Australia y apoya una mayor asimilación de los inmigrantes. El partido también quiere sacar a Australia de la Convención de Refugiados de las Naciones Unidas y se opone al Pacto Mundial de las Naciones Unidas sobre Migración. Debido a estas declaraciones, One Nation ha sido descrito como anti-Islam.
Tras el final de los confinamientos en Australia como resultado de la pandemia de COVID-19 en Australia, el partido expresó su apoyo para establecer una política de inmigración neta de cero, similar a la que Australia había introducido durante la pandemia. El partido apoya permitir que solo los inmigrantes altamente calificados de países culturalmente cohesivos se establezcan en Australia.

### Política doméstica
El partido aboga por la introducción de Referendos Iniciados por Ciudadanos (CIR) y afirma que revisará los salarios y pensiones pagados a los políticos australianos.

#### Sociedad
En 2021, el Senado aprobó una moción presentada por Pauline Hanson que pedía al gobierno federal que rechazara la enseñanza de la teoría crítica de la raza en las escuelas australianas. También apoya la prohibición de usar el burka en espacios públicos. One Nation ha respaldado los comentarios de Hanson con respecto a minimizar el consenso científico sobre el cambio climático. Durante el debate sobre la Ley de Enmienda al Matrimonio (Definición y Libertades Religiosas) de 2017 que legalizaría el matrimonio entre personas del mismo sexo en Australia, Hanson y otros miembros de One Nation expresaron su oposición al matrimonio entre personas del mismo sexo. Sin embargo, Hanson también declaró que el partido no tomaría una postura oficial sobre el matrimonio entre personas del mismo sexo y que a los senadores de One Nation se les permitiría votar libremente sobre el tema.

#### Seguridad
One Nation afirma que aumentará las instalaciones de rehabilitación para los adictos a las drogas e introducirá cadenas perpetuas para los traficantes de drogas. Pauline Hanson ha expresado anteriormente su apoyo al cannabis medicinal pero su fuerte objeción al uso de drogas recreativas y su oposición a las pruebas de píldoras. El partido apoya la tenencia responsable de armas, pero quiere sentencias más duras para los traficantes de armas. El partido también apoya una ley para todos los australianos y se opone a cualquier forma de ley sharia en Australia.

### Economía
One Nation apoya un programa ampliamente proteccionista y dice que revisaría los acuerdos de libre comercio y revocaría cualquiera "que no redunde en el mejor interés de Australia". Se opone a la propiedad extranjera de empresas y tierras agrícolas australianas. Deseando dar prioridad a los trabajos para los ciudadanos australianos, investigaría "el abuso de las visas de trabajo en el extranjero".
One Nation respaldó los controvertidos recortes de impuestos corporativos de 2018 del gobierno de Turnbull.
One Nation está a favor de un aumento sustancial en la pensión de vejez y la pensión de apoyo por discapacidad. Se informó en 2016 que One Nation había votado con el gobierno liberal sobre una serie de recortes de asistencia social.
El partido sacaría a las multinacionales de propiedad extranjera del sistema de impuestos corporativos y las colocaría en un sistema basado en transacciones, diciendo que muchas de ellas no pagan impuestos sobre las ganancias obtenidas en Australia.

### Otras cuestiones
Los senadores de One Nation son críticos frecuentes de cualquier acción contra el cambio climático y han llamado a la ciencia del clima una "estafa". El partido ha difundido teorías de conspiración desacreditadas acerca de que el cambio climático no ocurre o es parte de un complot de las Naciones Unidas.
Muchos políticos, comentaristas y científicos afirman que los senadores de One Nation han difundido información errónea y conspiraciones sobre la efectividad y la base científica de las vacunas contra el COVID-19. One Nation se opone a los mandatos de vacunación, pero niega estar en contra de las vacunas. Sin embargo, en 2021, el senador de One Nation, Mark Latham, dijo que las personas vacunadas deberían estar exentas del bloqueo de COVID-19 de Sydney.

## Resultados electorales

### Elecciones federales

#### Cámara de representantes
|  | 8.43 % |

|  | 4.34 % |

|  | 1.19 % |

|  | 0.26 % |

|  | 0.22 % |

|  | 0.17 % |

|  | 1.29 % |

|  | 3.08 % |

|  | 4.96 % |

#### Senado
|  | 8.99 % |

|  | 5.54 % |

|  | 1.73 % |

|  | 0.42 % |

|  | 0.56 % |

|  | 0.53 % |

|  | 4.28 % |

|  | 5.40 % |

|  | 4.29 % |

## Organización

### Líderes
| N.º   | Líder          | Mandato                 | Mandato                 | Oficina (u oficina anterior) |
| ----- | -------------- | ----------------------- | ----------------------- | --- |
| 1     | Pauline Hanson | 11 de abril de 1997     | 5 de agosto de 2002     | Miembro de la Cámara de Representantes de Australia por la División de Oxley, QLD, 1996–1998 (renunció, transferencia de asiento) |
| 2     | John Fischer   | 5 de agosto de 2002     | 1 de junio de 2004      | Miembro del Consejo Legislativo de Australia Occidental por la Región Pastoral y Minera, WA, 2001–2005 (derrotado)                |
| 3     | Ian Nelson     | 1 de junio de 2004      | 13 de mayo de 2013      | Secretario general de Pauline Hanson's One Nation, 1998–2004 (renunció)                                                           |
| 4     | Jim Savage     | 13 de mayo de 2013      | 18 de noviembre de 2014 | Tesorero de Pauline Hanson's One Nation, 2007–2013 (renunció)                                                                     |
| 5 (1) | Pauline Hanson | 18 de noviembre de 2014 | Titular                 | Senadora por Queensland, 2016—presente                                                                                            |

En agosto de 2017 se cambió la constitución del partido, para que Hanson sea la presidenta del partido durante el tiempo que desee y elegir a su sucesor, quien también puede continuar hasta la renuncia.

### Donantes
Un informe de 2019 descubrió que el Partido One Nation de Pauline Hanson había recibido más de $6,000 en donaciones reveladas de grupos a favor de las armas durante el período 2011-2018, con la preocupación de que estas donaciones amenazaran con comprometer la seguridad de Australia al socavar las leyes de control de armas.